# Krakovski veliki oltar
Krakovski veliki oltar (poljsko Ołtarz Wita Stwosza) tudi Marijin oltar (Ołtarz Mariacki), je velika gotska oltarna slika in nacionalno bogastvo Poljske. Je za velikim oltarjem Marijine bazilike v mestu Krakov. Oltarno sliko je med letoma 1477 in 1489 izrezljal v Nemčiji rojeni kipar Veit Stoss (v poljščini znan kot Wit Stwosz), ki je živel in delal v mestu več kot 20 let.
Leta 1941, med nemško okupacijo, je bila oltarna slika razstavljena na ukaz Hansa Franka – generalnega guvernerja tega dela okupirane Poljske – in odpremljena v Tretji rajh. Našli so jo leta 1946 na Bavarskem, skrito v kleti močno bombardiranega Nürnberškega gradu. Veliki oltar je bil na Poljskem deležen večjih restavratorskih del in je bil 10 let kasneje ponovno postavljen na svoje mesto v baziliki.

## Zgodovina

### Druga svetovna vojna
Nekaj tednov pred izbruhom druge svetovne vojne in nemško okupacijo Poljske so Poljaki oltarno sliko razstavili in njene glavne kipe shranili v zaboje, razkropljene po državi. Zaboje je našla nacistična enota, imenovana Sonderkommando Paulsen, jih oplenila in prepeljala, verjetno v Berlin. Plošče so tudi našli in poslali v Nemčijo. Postavili so jih v klet Nürnberškega gradu. Na gradu so poljski ujetniki pripadnikom poljskega odpora poslali sporočilo, da je tam skrita čaščena oltarna slika. Oltarna slika je preživela vojno kljub močnemu bombardiranju Nürnberga in jo je odkril grof Emeryk Hutten-Czapski, ki je bil pripojen poljski 1. oklepni diviziji, leta 1946 pa je bila vrnjena na Poljsko, kjer je bila deležna velike obnove. Leta 1957 so jo ponovno postavili v baziliko sv. Marije.
Oltarna slika je bila v svoji zgodovini večkrat restavrirana, ne le po koncu druge svetovne vojne. Prvič je bila prenovljena pred letom 1600, nato v letih 1866–1870, 1932–1933, 1946–1949, 1999 in končno leta 2017.
Cerkev sv. Janeza Kancija v Chicagu, zgodovinska cerkev v slogu »poljske stolnice«, vsebuje podrobno kopijo te mojstrovine. Ta kopija v tretjinskem merilu je največje in najbolj podrobno delo te vrste in je bila naročena leta 2003 kot poklon priseljencem iz nekdanje regije Galicije na jugovzhodu Poljske, ki so leta 1893 ustanovili župnijo.

## Opis
Oltarna slika Veita Stossa je visoka približno 13 m in široka 11 m, ko so plošče triptiha popolnoma odprte. Realistično izklesane figure so visoke 2,7 m; vsaka je bila izklesana iz debla lipovca (Tilia cordata). Ostali deli oltarne slike so izdelani iz hrastovega lesa, ozadje pa iz macesnovega lesa. Ko so zaprte, plošče prikazujejo 12 prizorov iz življenja Jezusa in Marije.
Prizor na dnu glavne oltarne slike (sredina) prikazuje Vnebovzetje Jezusove matere Marije v navzočnosti dvanajstih apostolov. Zgornji sredinski del ponazarja Marijino vnebovzetje. Na samem vrhu, izven glavnega okvirja, je prikazano Marijino kronanje, ki ga obdajata figuri svetega Stanislava in svetega Adalberta Praškega. Stranske plošče prikazujejo šest prizorov Marijinih radosti:
| Marijino oznanjenje |  | Vnebovzetje Jezusove matere Marije v navzočnosti dvanajstih apostolov |  | Kristusovo vstajenje |
| Rojstvo Jezusa      |  | Vnebovzetje Jezusove matere Marije v navzočnosti dvanajstih apostolov |  | Jezusov vnebohod     |
| Sveti trije kralji  |  | Vnebovzetje Jezusove matere Marije v navzočnosti dvanajstih apostolov |  | Sestop Svetega Duha  |

## Slikes
- Pregled
- Središče oltarne slike
- Marijino vnebovzetje
- Marijino vnebovzetje, detajl
- Marijino vnebovzetje
- Marijino kronanje s sv. Stanislavom in sv. Adalbertom
- Oznanjenje
- Jaslice
- Sveti trije kralji
- Jezusov vstajenje
- Jezusov vnebohod
- Sestop Svetega Duha

## Po obnovi 2021
- Levo krilo
- Sredina
- Desno krilo